# Bernhard Britz
Bernhard Rudolf Britz (Skänninge, 27 marzo 1906 – 31 maggio 1935) è stato un ciclista su strada svedese.
Morì causa di una collisione con un camion durante una gara.

## Palmarès
- Giochi olimpici

Los Angeles 1932: bronzo nella corsa individuale, bronzo nella corsa a squadre.